# Krzysztoforowo
Krzysztoforowo – kolonia w Polsce położona w województwie podlaskim, w powiecie sokólskim, w gminie Sidra.
Wieś magnacka położona była w końcu XVIII wieku  w powiecie grodzieńskim województwa trockiego. W latach 1975–1998 miejscowość administracyjnie należała do województwa białostockiego.
Wierni kościoła rzymskokatolickiego należą do parafii Najświętszej Maryi Panny Pocieszenia w Zalesiu.